# Petros II. von Alexandria
Petros II. von Alexandria († 14. Februar 381 in Alexandria) war ein spätantiker Bischof der Stadt Alexandria in Ägypten.

## Biografie
Petros begann seine kirchliche Karriere als Presbyter des Bischofs Athanasius von Alexandria. Im Antiochenischen Schisma unterstützte Athanasius seinen Weggefährten Paulinus als altnizänischen Kandidaten für den Bischofsstuhl von Antiochia am Orontes, während Basilius von Caesarea ein Parteigänger des Meletius von Antiochia war. Athanasius entsandte Petros ins kappadokische Caesarea, um bei Basilius für seine Position zu werben, aber ohne Erfolg.
Athanasius, der am 3. Mai 373 starb, hatte den Presbyter Petros kurz vor seinem Tod als Nachfolger designiert. Mit dem bereits Anfang 362 zum Bischof geweihten Homöer Lucius stand aber bereits ein Kandidat bereit, die Nachfolge des Athanasius auf dem Bischofsstuhl von Alexandria anzutreten. Über das weitere Geschehen ist man durch einen von Petros verfassten Brief unterrichtet, der von dem Kirchenhistoriker Theodoret in sein Geschichtswerk integriert wurde. Demnach ließ Aelius Palladius, der Präfekt Ägyptens, Petros im Bischofspalast von Alexandria gefangen nehmen. Diesem gelang aber die Flucht aus der Stadt; er reiste nach Rom. Unterdessen amtierte Lucius als Bischof von Alexandria und erhielt freie Hand, Anhänger des Konzils von Nicäa unter den ägyptischen Bischöfen und Mönchen verhaften zu lassen.
Kurz bevor Kaiser Valens 378 in der Schlacht von Adrianopel fiel, kehrte Petros nach Alexandria zurück. In dem auf den 28. Februar 380 datierten Edikt Cunctos populos nannte Kaiser Theodosius die Bischöfe Damasus von Rom und Petros von Alexandria als Paradigmata nizänischer Rechtgläubigkeit.
Wie der kurzzeitige Bischof von Konstantinopel Gregor von Nazianz im Carmen de vita sua schrieb, unterstützte Petros von Alexandria den aus Ägypten stammenden kynischen Philosophen Maximos beim Versuch, den Bischofsthron von Konstantinopel zu usurpieren. Maximos war nizänischer Christ. In Konstantinopel betätigte er sich zunächst als Mitarbeiter Gregors. Als dieser krank war, drangen einige ägyptische Bischöfe nachts in Gregors Kirche ein und bereiteten alles für die Bischofsweihe des Maximos vor. Dabei wurden sie von den Einwohnern Konstantinopels gestört, die sich drohend zusammenrotteten. Die Ägypter zogen sich mit Maximos in ein Privathaus zurück und führten das Ritual zu Ende. Maximos begab sich nach Thessaloniki, um die Zustimmung des Theodosius zu seiner formal korrekten Bischofserhebung zu erhalten. Der Kaiser billigte das eigenmächtige Vorgehen der ägyptischen Kleriker nicht und hielt an seinem Favoriten Gregor fest. Maximos kehrte nach Alexandria zurück. Nun sagte sich auch Petros von ihm los. Maximos reiste nach Rom, wo er sich durch (möglicherweise gefälschte) Briefe des Petros legitimierte und gegen das in Konstantinopel stattfindende Konzil agitierte.

## Heiligenverehrung
In der Koptisch-orthodoxen Kirche wird Petros als Heiliger verehrt. Sein Festtag ist der 15. Februar.